# Jörg Löffler
Jörg Löffler (* 1967) ist ein deutscher Ökologe und Professor für Physische Geographie an der Universität Bonn.
Seine Forschungsschwerpunkte liegen in den Bereichen Klimatologie, Landschaftsökologie und Biogeographie. Im Mittelpunkt stehen raum-zeitliche Variabilitäten von Ökosystemen und Bergregionen.
Er schuf den Begriff des Econs - der kleinsten möglichen Einheit einer Landschaft.

## Publikationen
- O. Rössler, B. Diekkrüger, J. Löffler: Potential drought stress in a Swiss mountain catchment - ensemble forecasting of high mountain soil moisture reveals a drastic decrease, despite major uncertainties. In: Water Resources Research. Band 48, Nr. 4, 2012, Artikel W04521. doi:10.1029/2011WR011188
- R. Pape, J. Löffler: Climate Change, Land Use Conflicts, Predation and Ecological Degradation as Challenges for Reindeer Husbandry in Northern Europe - What Do We Really Know After Half a Century of Research? In: Ambio. Band 41, 2012, S. 421–434.
- O.-D. Finch, J. Löffler: Indicators of Species Richness at the Local Scale in an Alpine Region: A Comparative Approach Between Plant and Invertebrate Taxa. In: Biodiversity and Conservation. Band 19, 2010, S. 1341–1352.